# Réhahn
Réhahn, sinh ra vào ngày 4 tháng 5 năm 1979 ở Bayeux, Normandy, Pháp, là một nhiếp ảnh gia hiện đang sống tại Hội An, Việt Nam. Anh đã đi qua hơn 35 quốc gia và đặc biệt nổi tiếng về các bức ảnh chân dung tại Việt Nam, Cuba và Ấn Độ. Được biết đến như là một nhiếp ảnh gia "lưu giữ linh hồn nhân vật", anh luôn hướng tới tìm hiểu, khám phá những di sản văn hoá của 54 dân tộc Việt Nam từ năm 2011.
Vào ngày 1 tháng 1 năm 2017, anh đã chính thức mở cửa Bảo Tàng nghệ thuật Di sản vô giá, nơi trưng bày những di sản và văn hoá truyền thống của các nhóm dân tộc hiện đang dần biến mất.

## Tiểu sử
Năm 2007, khi đến Việt Nam du lịch lần đầu tiên với một Tổ chức phi chính phủ Pháp, anh đã khám phá nền văn hoá của đất nước này qua ống kính của mình với hơn 50.000 bức ảnh. Năm 2011, anh quyết định chuyển đến Việt Nam, và đã chọn Hội An, thành phố nằm trong danh sách bảo tồn của UNESCO làm nơi định cư lâu dài.
Tháng Giêng, 2014, anh cho phát hành cuốn sách ảnh 
"Việt Nam, những mảnh ghép tương phản", là một bộ sưu tập gồm 150 tác phẩm miêu tả sự đa dạng của đất nước. Trở thành ấn phẩm bán chạy nhất ở Việt Nam và có mặt tại 29 quốc gia.
Cùng năm đó, Réhahn cho ra đời bức ảnh "Những người bạn tốt" với khoảnh khắc của Kim Luân, cô bé 6 tuổi người M 'nong đang cầu nguyện trước một chú voi. Nhờ bài viết giới thiệu của tờ Caters tại New York, bức ảnh đã được xuất bản trên 25 quốc gia và trở thành trang bìa của nhiều tạp chí nổi tiếng như Conde Nast Traveler, The Times và National Geographic. 
Vào tháng 12 năm 2014, anh được xếp hạng 4 trong top 10 nhiếp ảnh gia chụp ảnh chân dung nổi tiếng nhất thế giới trên trang web boredpanda, bên cạnh các tên tuổi khác. Bài viết này đã được dịch ra hơn 20 thứ tiếng.
Năm 2015, hai bức ảnh "Những người bạn tốt" và "Nụ cười ẩn giấu" ảnh bìa của cuốn sách ảnh đầu tiên đã trở thành một phần trong Bộ sưu tập của Bảo tàng Asian House tại Havana, Cuba sau cuộc triển lãm mang tên "Valiosa Herencia" (Di sản vô giá). Ngay năm sau đó, bức chân dung của Bà Xong từ tác phẩm "Nụ cười ẩn giấu" được chính thức đưa vào Bộ sưu tập của Bảo tàng Phụ nữ Việt Nam tại Hà nội.
Tháng Mười Một, 2015, Réhahn phát hành phần 2 của cuốn sách ảnh " Việt Nam, những mảnh ghép tương phản ", bao gồm 150 tác phẩm mới lấy cảm hứng từ chuyến hành trình tìm gặp 54 nhóm dân tộc Việt Nam.
Tháng Giêng, 2016, anh được xếp hạng là nhiếp ảnh gia người Pháp nổi tiếng thứ hai trên internet.

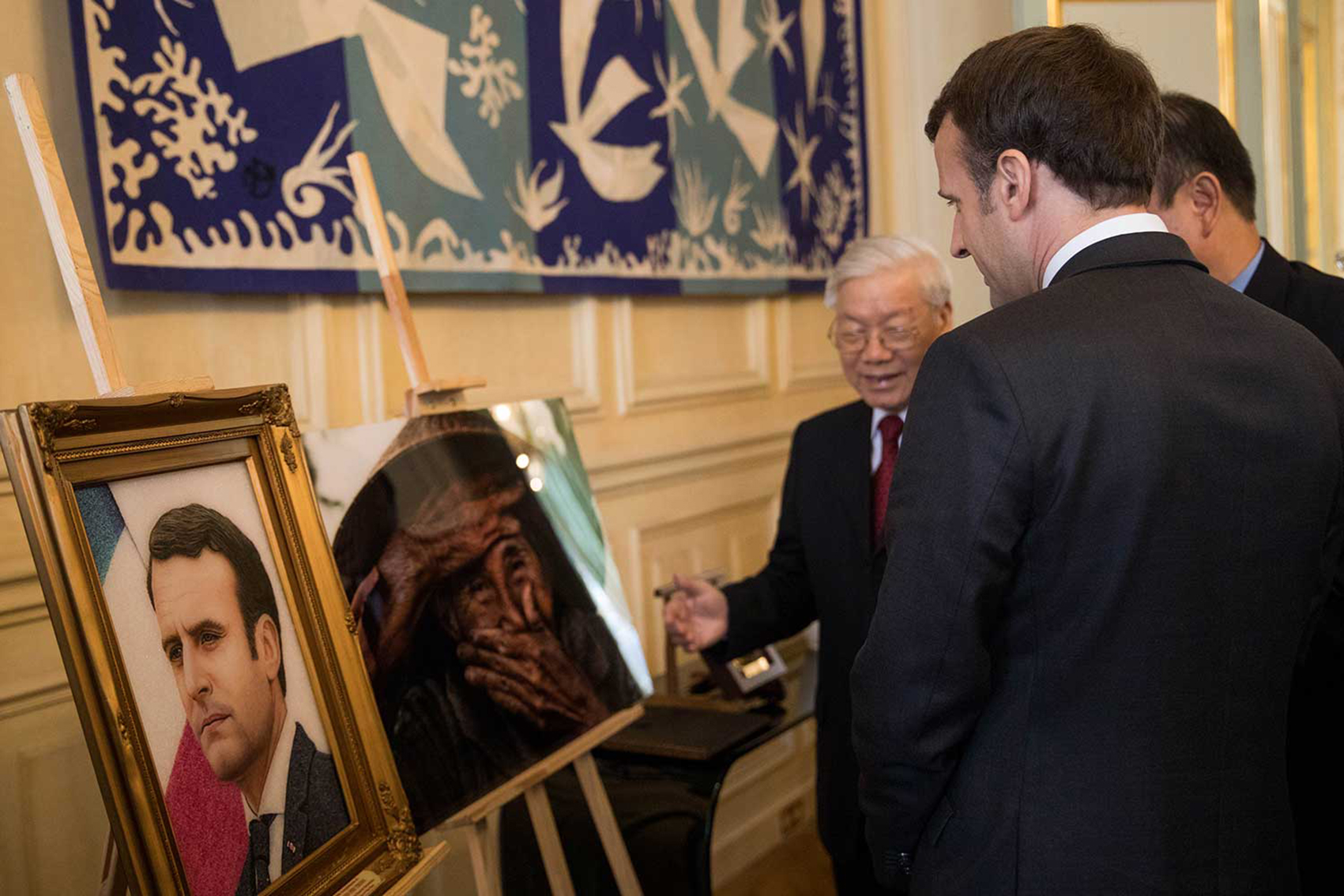
Tổng thống Macron nhận bức ảnh “Nụ cười ẩn giấu” của Réhahn – Tháng 3 năm 2018

Vào ngày 15 tháng 6 năm 2016, chương trình truyền hình về du lịch của Pháp, Échappées Belles(France 5), đã ghi hình và giới thiệu công việc của anh với công chúng Pháp.
Ngày 1 tháng 1 năm 2017, anh công bố khai trương Bảo tàng nghệ thuật Di sản vô giá trong lòng phố cổ Hội An, như một món quà tri ân dành cho các nhóm dân tộc Việt Nam.
Tháng 12/2017 Mở rộng không gian khu thứ hai của Bảo tàng Di sản vô giá
Tháng 3/2018 Bức ảnh “ Nụ cười ẩn giấu” với chân dung cụ Xong được chọn làm quà tặng cho Tổng thống Pháp Emmanuel Macron trong chuyến thăm kỉ niệm 45 năm quan hệ Pháp – Việt.

## Dự án "Di sản vô giá"

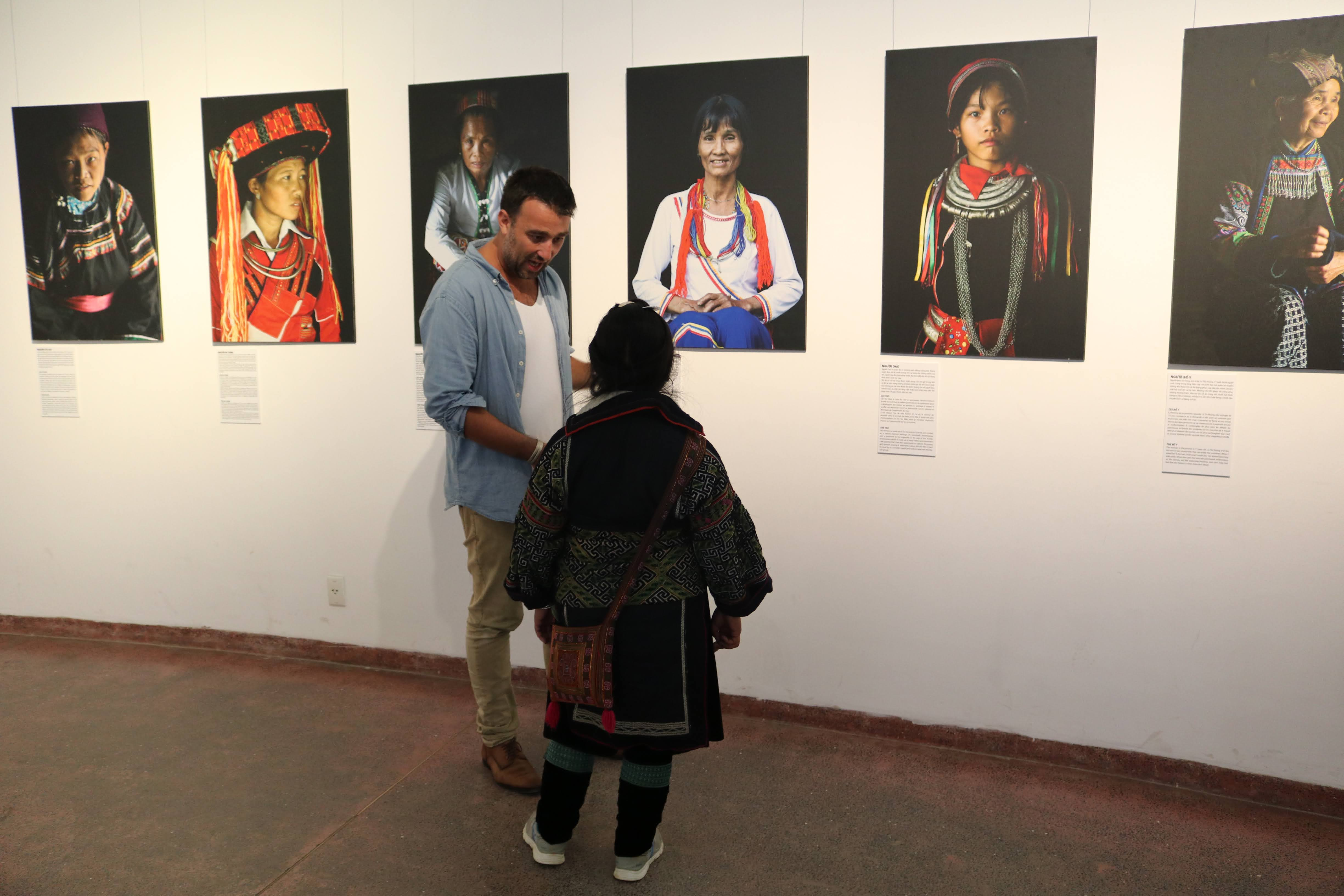
Réhahn tại lễ ra mắt triển lãm, tháng 8 năm 2017 tại Bảo tàng Dân tộc học, Hà Nội

Năm 2013, trong hành trình tìm gặp các nhóm dân tộc miền Bắc Việt Nam, anh đã tận mắt chứng kiến không chỉ màu sắc đa dạng trong văn hoá mà cả sự tồn tại mong manh các di sản của họ. Những bộ trang phục truyền thống, ngôn ngữ riêng, các tập tục và những tri thức lâu đời đang dần biến mất.
Sau đó, Réhahn bắt đầu tìm kiếm, thu thập các bộ quần áo truyền thống  thường được cho đi bởi các vị trưởng làng với mong muốn góp phần giới thiệu và bảo vệ nền văn hóa của họ. Vào cuối năm 2016, anh đã gặp gỡ được 45 trên 54 nhóm dân tộc của Việt Nam.
Ngày 1 tháng 1 năm 2017, anh đã mở cửa Bảo tàng Nghệ thuật Di sản vô giá là thành tựu, kết quả của cuộc hành trình kéo dài 5 năm chạy dọc đất nước Việt Nam tìm kiếm tư liệu về các nhóm dân tộc. Với diện tích 500m2, không gian nghệ thuật mới này trưng bày hơn 200 bức ảnh, trong số đó có một loạt các bức chân dung khổ lớn (cao 2m), 65 bộ trang phục dân tộc cùng các vật dụng trong cuộc sống hàng ngày. Kèm theo đó là các thông tin và những câu chuyện trong các chuyến đi của anh được dịch sang tiếng Anh, Pháp và tiếng Việt.
Với cách tiếp cận đầy cởi mở và khêu gợi sự tò mò trí tuệ, bảo tàng luôn mở cửa miễn phí cho du khách. Vì thế, nhiếp ảnh gia hy vọng sẽ thu hút cả khách du lịch và người dân địa phương để quảng bá rộng rãi về di sản văn hoá của các nhóm dân tộc đang đứng trước nguy cơ biến mất mãi mãi. Ông Mondialisation đã có lời nhận xét về bảo tàng như thế.
Năm 2020, Réhahn hoàn thành sứ mệnh chính của mình: tìm kiếm, gặp gỡ và ghi lại hình ảnh của toàn bộ 54 nhóm dân tộc tại Việt Nam.

## Ảnh nghệ thuật trường phái Ấn tượng
Năm 2022, Réhahn phát triển một phong cách mới mang tên nhiếp ảnh ấn tượng, làm mờ ranh giới giữa nhiếp ảnh và hội họa. Lấy cảm hứng từ trường phái Chủ nghĩa ấn tượng và Hậu ấn tượng, vốn tập trung vào ánh sáng, những khoảnh khắc thoáng qua và chiều sâu cảm xúc của một khung cảnh, nghệ sĩ đã khởi xướng kỹ thuật này.
Nhiếp ảnh ấn tượng của Réhahn kết hợp khả năng kỹ thuật của máy ảnh với chất hội họa của trường phái ấn tượng. Thông qua việc thao tác với các yếu tố tự nhiên như phản chiếu hoặc biến dạng do nhiệt, ông tạo ra những bức ảnh gợi nên tinh thần chuyển động, ánh sáng và vẻ đẹp thoáng qua, gợi nhớ đến các tác phẩm của Claude Monet, Edgar Degas, Paul Cézanne hay Vincent van Gogh. Phong cách này không chỉ dựa trên ánh sáng và màu sắc, mà còn khai thác bố cục thị giác chịu ảnh hưởng từ japonisme.
Năm 2024, Réhahn xuất bản cuốn sách L’Impressionnisme, de la photographie à la peinture (Chủ nghĩa ấn tượng: Từ nhiếp ảnh đến hội họa), khám phá nền tảng của chủ nghĩa ấn tượng, đồng thời kết nối nguồn gốc hội họa của phong trào với hành trình sáng tạo của riêng ông. Cuốn sách mở đầu bằng một phần dẫn thơ, sau đó lần lượt trình bày các vấn đề cốt lõi của trường phái ấn tượng — từ tranh luận về hội họa ngoài trời đến vai trò của chân dung nghệ thuật. Thông qua sự đối thoại giữa tranh cổ điển và các bức ảnh mang chất ấn tượng, tác phẩm cho thấy cách Réhahn lấy cảm hứng từ các bậc thầy hội họa, đồng thời tái tạo kết cấu và ánh sáng bằng ngôn ngữ nhiếp ảnh đương đại.
Tháng 5 năm 2025, Royal Photographic Society đăng một bài viết trên tạp chí RPS Journal với tiêu đề What would Van Gogh have made of Vietnam?. Bài viết phân tích cách Réhahn đã bị ảnh hưởng từ các bức thư của Van Gogh mà ông đọc trong thời gian đại dịch và đã thử nghiệm những kỹ thuật nhiếp ảnh không dùng hậu kỳ để gợi lên cảm xúc hội họa. Trong đó có việc sử dụng phản chiếu mặt nước và những cảnh vật qua làn khói từ đốt nương, tạo nên hiệu ứng thị giác gần với những nét cọ của trường phái ấn tượng.

## Dự án Trao Tặng Lại
Dự án Trao Tặng Lại là một cách để "người nghệ sĩ có trách nhiệm xã hội bằng cách trao lại điều gì đó cho những người đã truyền cảm hứng cho bức ảnh. Với triết lý nhiếp ảnh có trách nhiệm này, cả nhân vật và nghệ sĩ đều nhận được một giá trị nhất định". Sáng kiến này nhằm trích một phần doanh thu từ việc bán tác phẩm để hỗ trợ các hoạt động xã hội và giáo dục, đặc biệt dành cho các cộng đồng dân tộc thiểu số được Réhahn ghi lại trong hành trình của mình. Dự án cũng hỗ trợ các nhu cầu thiết yếu (y tế, giáo dục, dinh dưỡng) và góp phần cải thiện điều kiện sống lâu dài tại nhiều địa phương ở Việt Nam.
Dự án bắt đầu với bà Xong. Sau khi chân dung của bà được chọn làm bìa cho cuốn sách Vietnam, Mosaic of Contrasts, Volume I, Réhahn đã tặng bà một chiếc thuyền mới để tiếp tục đưa khách du lịch khám phá Hội An.
Vào tháng 9 năm 2018, BBC đăng bài viết kèm theo chân dung của bé An Phước với tiêu đề The Photos that Change Lives. Bài viết nêu chi tiết về dự án Trao Tặng Lại, cùng với các sáng kiến của những nhiếp ảnh gia khác như Ami Vitale và Kenro Izu.
Christina Noble, người sáng lập tổ chức Christina Noble Children's Foundation, đã ca ngợi dự án này trong một bức thư công khai, gọi Réhahn là "viên ngọc quý hiếm" và bày tỏ sự cảm kích trước cam kết nhân đạo của ông. Bà viết: "Dự án Trao Tặng Lại của ông khiến tôi vô cùng xúc động: ông quay trở lại các ngôi làng và cộng đồng từng chụp ảnh để hỗ trợ họ nâng cao chất lượng cuộc sống. Điều đó thể hiện sự tận tụy đối với nhân loại". Bà cũng nhấn mạnh đóng góp của ông cho CNCF, nơi hỗ trợ hàng trăm trẻ em có hoàn cảnh khó khăn tại Việt Nam.
Năm 2007, trong một chuyến đi nhân đạo cùng tổ chức Les Enfants du Vietnam, Réhahn lần đầu đến Việt Nam. Tại Hội An, ông gặp bé Ti và sau đó là em gái của cô bé, bé Ni – những người đầu tiên ông bảo trợ. Những cuộc gặp gỡ này đã mở ra cam kết lâu dài của ông với các cộng đồng địa phương.
Một số dự án cụ thể được thực hiện thông qua Trao Tặng Lại:

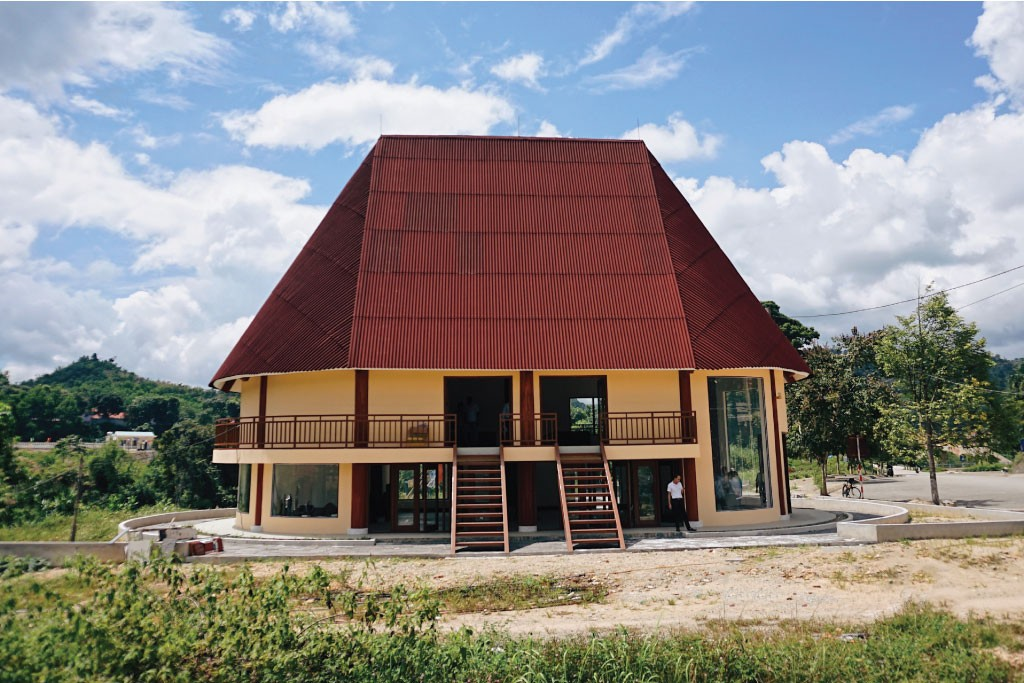
Bảo tàng Cơ Tu, do Réhahn thành lập như một món quà tặng cho người dân tộc Cơ Tu tại Việt Nam trong dự án Trao Tặng Lại.

- Nghĩa Lộ (Yên Bái): Nhà ở cho 24 học sinh trung học dân tộc H’Mông.
- Sa Loong (Kon Tum): Trung tâm tiếp nhận cho 20 học sinh dân tộc Sê Đăng, Mường và Dê Trieng.
- K'Nai (Lâm Đồng): Trường mẫu giáo và nhà ăn cho 150 trẻ em dân tộc Chu Ru và K’Ho.
- Đắk Tô (Kon Tum): Ký túc xá cho 40 nữ sinh dân tộc Sê Đăng và Rơ Măm.
- Thanh An (Gia Lai): Trung tâm trong tương lai dành cho 70 trẻ em dân tộc Jarai và Bahnar.

Ngoài ra, Réhahn còn tự tài trợ thành lập các không gian văn hóa nhằm góp phần gìn giữ di sản truyền thống của các dân tộc.
Năm 2017, ông khánh thành Bảo tàng Nghệ thuật Di sản vô giá tại Hội An. Đây là một bảo tàng miễn phí, dành riêng cho việc bảo tồn văn hóa của 54 dân tộc Việt Nam thông qua các bức chân dung, trang phục truyền thống và lời kể được ghi lại tại các cộng đồng.
Năm 2019, ông tiếp tục thành lập Bảo tàng Cơ Tu tại huyện Tây Giang (Quảng Nam). Đây là bảo tàng đầu tiên tại Việt Nam được xây dựng dành riêng cho một dân tộc thiểu số. Lấy cảm hứng từ kiến trúc nhà Gươl truyền thống (nhà cộng đồng của người Co Tu), bảo tàng vừa là nơi lưu giữ di sản vật thể và phi vật thể, vừa là không gian sinh hoạt văn hóa dành cho cộng đồng. Dù chào đón tất cả khách tham quan, bảo tàng được xây dựng “vì và cùng với” chính người Co Tu.

## Sách tham khảo
- Việt Nam, những mảnh ghép tương phản, tháng 1 năm 2014 ( 978-604-936-436-5)
- Việt Nam, Những mảnh ghép tương phản, cuốn 2, Tháng Mười Một 2015 (978-604-86-9307-7)
- Việt Nam, Những mảnh ghép tương phản, cuốn 3, Tháng Hai 2020 (978-604-86-4292-1)

## Các tin liên quan
- http://www.bbc.com/travel/gallery/20190613-the-many-faces-of-vietnam
- https://www.nytimes.com/2019/03/21/travel/what-to-do-in-hoi-an-vietnam.html
- http://www.bbc.com/culture/story/20180910-the-photos-that-change-lives
- https://www.scmp.com/magazines/post-magazine/long-reads/article/2159781/haunting-portraits-vietnams-disappearing-tribes
- http://www.spiegel.de/fotostrecke/vietnams-voelker-beten-mit-elefant-fotostrecke-163616.html
- https://www.wanderlust.co.uk/content/photo-gallery-faces-around-the-world-rehahn-vietnam-cuba-india/
- https://www.scotsman.com/news/french-photographer-rehahn-on-the-secret-of-taking-an-evocative-image-1-4782803
- https://www.lonelyplanet.com/news/2018/08/28/vietnam-portrait-rehahn-precious-heritage/ Lưu trữ ngày 21 tháng 10 năm 2018 tại Wayback Machine
- Nhiếp ảnh gia Pháp và sứ mệnh mới ở Việt Nam
- Những đứa trẻ nghèo của Rehahn và dự án Trao tặng lại
- Bảo tàng Di sản vô giá của Rehahn tại Hội An
- Bức ảnh "Best Friends" Kim Luân và chú voi,
- Dự án Vẻ đẹp không tuổi của nhiếp ảnh gia Pháp
- Nhiếp ảnh gia Pháp và 40.000 bức ảnh dân tộc dân tộc thiểu số Việt Nam
- Hidden Smiles Nụ cười Việt Nam trên báo nước ngoài của nhiếp ảnh gia Pháp
- Bức ảnh Cô bé Chăm với đôi mắt xanh đặc biệt của nhiếp ảnh gia Pháp,